# Başkale
Başkale (Elbak en kurde), anciennement Adamakert (en arménien Ադամակերտ), est un district et une ville de Turquie, située au sud-est de la province de Van. En 2000, la population totale du district s'élève à 41 449 habitants et celle de la ville à 14 114 habitants. La grande majorité de la population est kurde et parle le kurmanci[réf. nécessaire].

## Étymologie
Anciennement Elbak, la ville de prend le nom de Başkale (« au sommet de la vallée », en turc) en 1923 à la création de la République de Turquie.

## Géographie physique
La ville est située à 2360 mètres d'altitude dans le massif du Vandoğusu (Vandoğusu Dağları). Elle est dominée par le sommet Ispiriz Dağı (3668 m). Située à moins de 25 km de la frontière avec l'Iran (dont elle est séparée par le massif du Yiğit Dağı), la ville de Başkale est située sur le cours de la rivière Başkale, affluent de la rivière Cığlı (Cığlı Suyu)

## Histoire

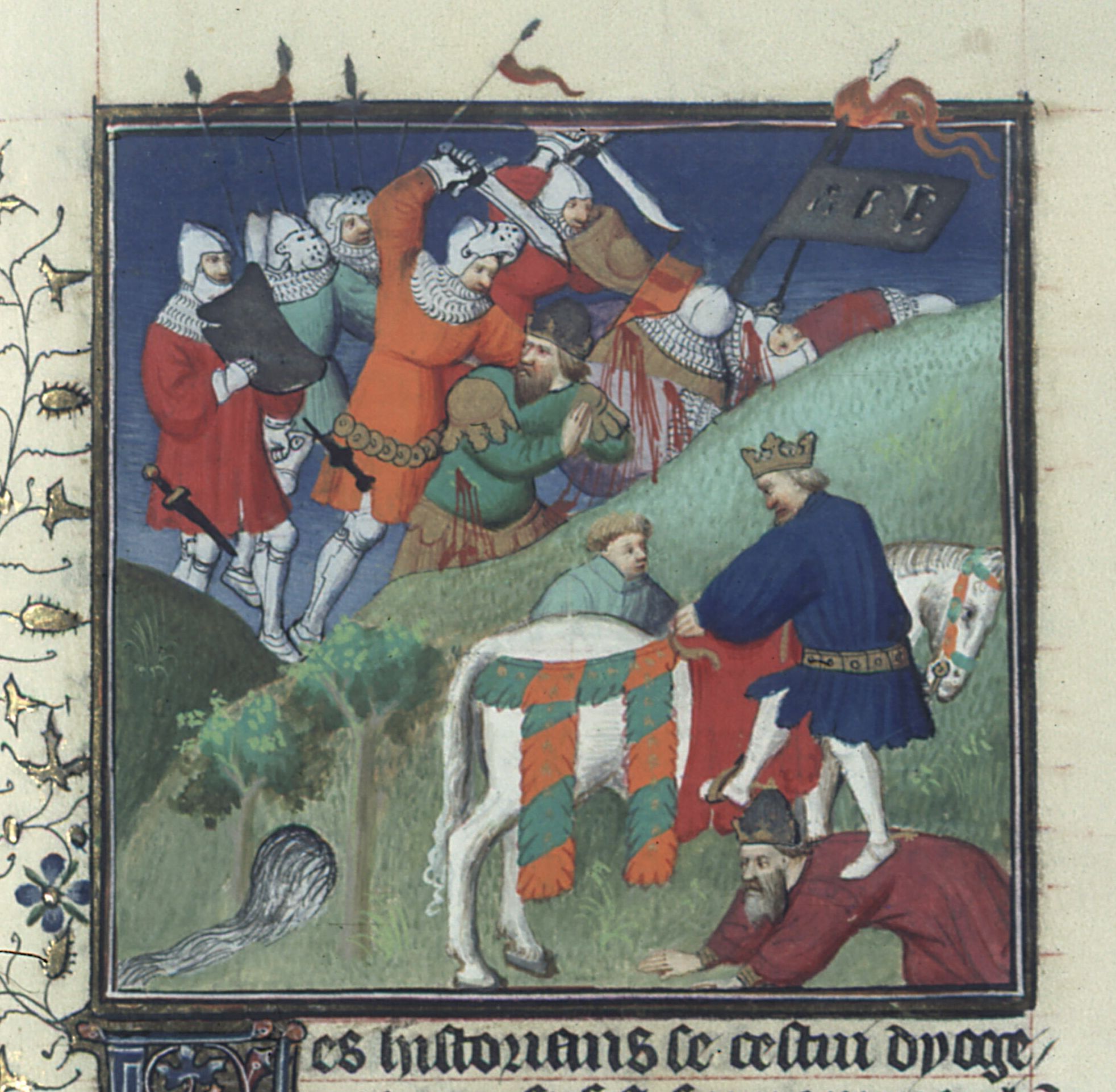
La bataille de Manzikert en 1071.

La ville est fondée par les Parthes au Ier siècle. Les rois arméniens artaxiades prennent le contrôle de la région pour une courte période avant de la céder alternativement aux Romains et aux Parthes. Au IIIe siècle, les Romains cèdent le territoire à l'Empire sassanide. Après la chute de l'Empire romain, la région tombe aux mains des Byzantins au VIe siècle. En 645, la région devient une possession des Arabes avant d'être reprise par Byzance et leur vassaux, le Vaspourakan. Après la bataille de Manzikert en 1071, la ville fait partie de l'Empire seldjoukide. Après l'an 1100, Ahlatshah beylik de la dynastie des Sökmenoğulları prend le contrôle de la région puis après une courte période de domination ayyoubide et une attaque des Mongols en 1245, la région est successivement la possession des Seldjoukides puis des İlhanlılar et enfin des Timourides. En 1386, la fédération des Kara Koyunlu s'empare de la région jusqu'au début du XVIe siècle où elle est intégrée à l'aire des Safavides. À la bataille de Çaldıran le sultan Yavuz Selim défait les armées safavides et intègre Van et sa région à l'Empire ottoman qui tombe à nouveau mais pour une courte période aux mains des Safavides. En 1548, pendant le règne du Sultan Kanuni, la région devient partie intégrante de l'Empire ottoman jusqu'à sa chute au début du XXe siècle
Lors de tensions qui préludent à la Première Guerre mondiale, une cinquantaine de Syriaques Gawarni sont massacrés par des musulmans le 30 octobre 1914. Lors du génocide arménien de 1915, la population arménienne est déportée et massacrée par les Turcs et les Kurdes.

## Administration

### Population
Au recensement de 2000, la population de la municipalité s'élève à 14 114 et celle du district à 55 563 habitants. Environ 80 % de la population parle un dialecte kurde et se découpe en quatre grandes ethnies : Ertuşi (40 %), Merziki (30 %), Botan (15 %) et Pinyaniş (15 %)[réf. nécessaire].
| Année | Ville  | Banlieue | Total  |
| ----- | ------ | -------- | ------ |
| 1960  | 2 383  |          |        |
| 1965  | 4 007  |          |        |
| 1970  | 6 018  |          |        |
| 1975  | 8 858  |          |        |
| 1980  | 9 770  |          |        |
| 1985  | 10 615 |          |        |
| 1990  | 16 418 | 39 179   | 55 597 |
| 1997  | 15 070 | 34 606   | 49 676 |
| 2000  | 14 114 | 41 449   | 55 563 |
| 2007  |        |          |        |

## Transports et communications
La ville est reliée par la route à Van, préfecture de la province (115 km), et aux deux villes principales de la province voisine de Hakkari, à Hakkari (63 km), la préfecture, et à Yüksekova (79 km).

## Santé
La ville comporte un hôpital et une clinique et le district trois autres cliniques dans les villages de Albayrak, Çaldıran et Eşmepınar.

## Économie
L'activité économique est dominée par l'élevage. Une usine de production de marbre a été implantée dans le village de Koçdağı mais fermée en 2001 après plusieurs essais. L'industrie est absente, à l'exception de quelques ateliers. La contrebande liée à la frontière avec l'Iran apporte un complément de revenus. L'emploi se répartit ainsi principalement dans l'élevage (80 %), l'agriculture (10 %), l'artisanat (8 %) et le commerce (2 %).

### Agriculture
En 2005, la superficie cultivée est principalement occupée par le blé (9 400 ha,11 280 tonnes), le trèfle (6 400 ha, 27 tonnes) et l'orge (105 ha, 126 tonnes).
L'élevage est principalement tourné vers le mouton (347 734 tonnes), le bétail (29 313 tonnes), poule (116 000 tonnes) et la chèvre (6 760 tonnes).

## Culture et patrimoine

### Architecture
La cité historique abrite une forteresse aujourd'hui en ruines, qui se situe à une petite distance au sommet d'une colline et domine la ville.

### Sport
La ville possède une équipe de football amateur, le Başkale Spor. Le stade Vali Abdülkadir SARI Football comportant 1 500 places et un gymnase ont été inaugurés en 1999.